# Stanley A. Prokop

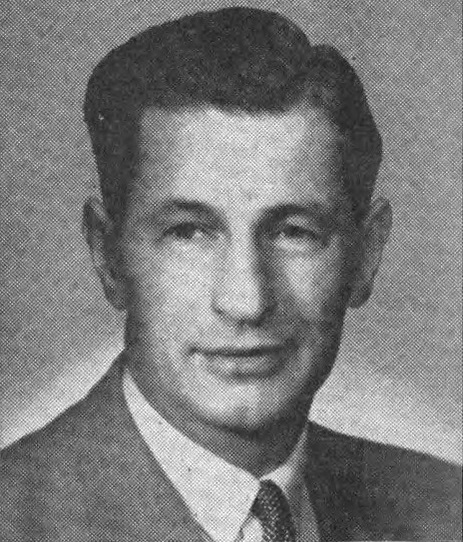
Stanley A. Prokop, 1959

Stanley A. Prokop (* 29. Juli 1909 in Throop, Lackawanna County, Pennsylvania; † 11. November 1977 in Lake Ariel, Pennsylvania) war ein US-amerikanischer Politiker. Zwischen 1959 und 1961 vertrat er den Bundesstaat Pennsylvania im US-Repräsentantenhaus.

## Werdegang
Stanley Prokop besuchte die öffentlichen Schulen seiner Heimat und studierte danach an der Villanova University. Während des Zweiten Weltkrieges war er Soldat einer Infanterieeinheit der US Army. Dabei stieg er bis zum Hauptmann auf. Danach war er Ortsvorsteher von Lackawanna. Außerdem saß er zehn Jahre lang im Schulausschuss des North-Pocono-Distrikts. Politisch wurde er Mitglied der Demokratischen Partei.
Bei den Kongresswahlen des Jahres 1958 wurde Prokop im zehnten Wahlbezirk von Pennsylvania in das US-Repräsentantenhaus in Washington, D.C. gewählt, wo er am 3. Januar 1959 die Nachfolge des Republikaners Joseph L. Carrigg antrat. Da er im Jahr 1960 nicht bestätigt wurde, konnte er bis zum 3. Januar 1961 nur eine Legislaturperiode im Kongress absolvieren. Diese Zeit war von den Ereignissen des Kalten Krieges und der Bürgerrechtsbewegung geprägt.
Nach dem Ende seiner Zeit im US-Repräsentantenhaus bekleidete Stanley Prokop einige lokale Ämter im Lackawanna County. Unter anderem war er dort 14 Jahre lang Direktor für Veteranenangelegenheiten. Er starb am 11. November 1977 in Lake Ariel.